# Restafval
Restafval is het gedeelte van het huishoudelijk afval (maar ook van industrieel en bedrijfsafval) dat overblijft nadat al het recyclebare afval is gescheiden. Het restafval is datgene dat overblijft nadat de gangbare afvalstromen (glas, blik, metaal, papier- en kartonafval, groente-, fruit- en tuinafval (gft), kca/kga en lompen) uit de hoofdstroom genomen zijn. De verwerking van restafval kost doorgaans meer dan de andere afvalstromen.

## Hoeveelheid
In 2007 werd gemiddeld 242 kg fijn restafval per persoon geproduceerd. In 2018 was dit afgenomen tot 171 kg per inwoner per jaar.

### Terugdringen restafval
Restafval kan worden gestort of verbrand. Beide methodes kennen nadelen. Verbranden gebeurt in afvalverbrandingsinstallaties waar stroom mee kan worden opgewekt, maar waar CO2 bij vrijkomt. De Nederlandse overheid streeft daarom naar een verdere vermindering van de hoeveelheid restafval door meer afval te hergebruiken, en op termijn streeft zij zelfs naar een circulaire economie. Beter hergebruik betekent echter ook dat restafval minder brandbaar materiaal bevat, zodat er fossiele brandstof moet worden bijgestookt en de CO2-uitstoot toeneemt. Bovendien kan het deel van het plasticafval dat moeilijk te recyclen is als 'grondstof' worden geëxporteerd en in het milieu terecht komen.